# آورو اونجر
آورو اونجر (به انگلیسی: Avro Avenger) یک هواپیمای ساختِ کارخانهٔ آورو در کشور بریتانیا است. نخستین استفاده‌کنندهٔ این هواپیما نیروی هوایی سلطنتی بریتانیا بوده‌است. این هواپیما در ۲۶ ژوئن ۱۹۲۶ میلادی نخستین پرواز خود را انجام داد.